# Gustavo Contreras Montes
Gustavo Contreras Montes (Tultitlán, Estado de México, 11 de junio de 1980) es un político mexicano. Es miembro de Morena. Se desempeñó como diputado federal en la LXIV Legislatura de la Unión de México (2018-2021) y en la LXV Legislatura de la Unión de México (de 2021-2024)